# John Clark (Mile End)
Pour les articles homonymes, voir John Clark (homonymie) et Clark.
John Clark (né en 1767 et mort en 1827) est une personnalité historique fondatrice pour le quartier du Mile End à Montréal. Propriétaire de terres avant l'urbanisation du site, il s'est allié à la famille Bagg, une autre branche importante de l'histoire du quartier.

## Biographie
John Clark est un boucher, né sur une ferme dans le comté de Durham en Angleterre. Même s’il possède des terres et des propriétés dans cette région, John Clark choisit d’immigrer au Canada, vers la fin du XVIIIe siècle, en compagnie de sa femme, Mary Mitcheson et de leur fille unique, Mary Ann, née en 1795. La relation entre John Clark et la famille Bagg devient rapidement une fructueuse alliance commerciale et familiale : le 7 août 1819, Mary Ann épouse Stanley. Celui-ci et son frère Abner deviennent entrepreneurs et se lancent dans plusieurs entreprises commerciales : construction, brasserie, exportation de blé, etc. À tel point qu’on peut se demander si Stanley ne laissa pas la gestion quotidienne de la taverne à son père, Phineas. Par exemple, la même année où commence la location, en 1810, il obtient avec un associé un contrat pour démolir les vestiges de l’ancienne citadelle et ainsi agrandir le champ de Mars. 
Ce premier contrat avec l’armée britannique en entraîne une série d’autres qui assurent la fortune de Stanley : transport d’armes pendant la guerre de 1812, construction des fortifications de l’île Sainte-Hélène et surtout, en 1821, l’excavation et la construction du canal Lachine. Stanley y associe d’ailleurs son beau-père, en en faisant le fournisseur de viande pour la nourriture des ouvriers du canal. 
Stanley et Abner deviennent également propriétaires fonciers à l’extérieur de la ville : dès 1814, ils achètent une ferme qui se trouve des deux côtés du chemin de la Côte-Sainte-Catherine. Il s’y trouve une maison de bois qui sera agrandie en 1817 et que la famille utilisera comme villégiature jusqu’en 1829 : bien que fortement modifié, l’édifice existe toujours; c’est l’actuel hôtel-de-ville d’Outremont.